# Саваста, Антонио
Антонио Саваста (итал. Antonio Savasta; 22 августа 1874 года, Катания, королевство Италия — 2 июля 1959 года, Неаполь, Италия) — итальянский композитор.

## Биография
Антонио Саваста родился 22 августа 1874 года в Катании, в королевстве Италия.
Музыкальное образование получил в консерватории Сан-Пьетро-а-Майелла в Неаполе, где изучал гармонию у Камилло де Нардиса и контрапункт у Николы Д’Арьенцо. Во время обучения написал несколько сочинений для голоса и фортепиано с оркестром.
Завершив обучение с отличием, поселился в Неаполе, посвятив себя педагогической деятельности в консерватории на кафедре дополнительной гармонии, которую возглавлял Джузеппе Мартуччи. Антонио Саваста занял это место в 1891 году, победив на конкурсе и получив золотую медаль за Квинтет для фортепиано и струнных (итал. Quintetto per pianoforte ed archi), который был исполнен в Академии Святой Цецилии в Риме, в присутствии королевы Елены Негош. Среди учеников Савасты Марио Пилати, Антонио Брага, Акилле Лонго, Нино Пирротта.
В 1911 году он написал первую оперу «Вера» на либретто Джованни Баттисты Де Сеты, премьера которой прошла с большим успехом в театре Массимо Беллини в Катании 27 марта 1913 года.
С 1926 по 1938 год композитор возглавлял консерваторию имени Винченцо Беллини в Палермо.
Антонио Саваста умер 2 июля 1959 года в Неаполе.

## Творческое наследие
Творческое наследие композитора включает 2 оперы и ряд инструментальных сочинений.